# Los Barrios de Bureba
Los Barrios de Bureba est une commune d'Espagne dans la communauté autonome de Castille-et-León, province de Burgos. Elle s'étend sur 46,721 km2 et comptait environ 221 habitants en 2011.